# Jeanne Jugan
Jeanne Jugan, en religió Maria de la Creu (Cancale, Ille-et-Vilaine, 25 d'octubre de 1792 - Saint-Pern, 29 d'agost de 1879) fou una religiosa bretona, fundadora de la congregació de les Germanetes dels Pobres. És venerada com a santa per l'Església catòlica.

## Biografia
Nascuda a Cancale, petit port pesquer de Bretanya el 1792, filla de pare mariner, que va morir quan ella tenia quatre anys. El 1810 va entrar al servei de la vescomtessa de la Chouë, a Saint-Coulomb, com a ajudant de cuina. El 1816 va rebutjar la petició de mà que li va fer un jove mariner perquè volia consagrar-se a la religió. Des de 1817, va treballar com a infermera a l'hospital de Rosais, a Saint-Servan-sur-Mer, poblet avui integrat a Saint-Malo.
El 1823, coneix Madame Lecoq, amb qui fa amistat; plegades, visiten els pobres del lloc i els ajuden en el que poden. Quan el 1835, Lecoq mor, Jugan treballa com a jornalera. Amb Françoise Aubert, amiga seva, lloga un pis a Saint-Servan (carrer del Centre, 2). Mentrestant, Jugan s'havia fet membre del Tercer Orde de la Mare Admirable; el 1836 va acollir a casa seves els primers necessitats, entre ells una vella cega, Anne Chauvin, a qui cedeix el seu llit, instal·lant-se ella al graner.
Amb amigues seves va organitzar un grup de joves dedicades a l'assistència a necessitat. La comunitat creix i adopta un reglament de vida, inspirat en el de l'Orde Hospitalari de Sant Joan de Déu. Aquesta comunitat, anomenada de Serventes dels Pobres (i des de 1844 de Germanes dels Pobres) donaria origen a la congregació religiosa de les Germanetes dels Pobres, nom que adopten el 1849. Aprovada per la diòcesi el 1852 i per la Santa Seu el 1854, va créixer ràpidament, arribant a tenir 2.000 membres en pocs anys.
La fundadora, amb el nom de religió de Maria de la Creu, fou superiora de l'institut entre 1842 i 1844. El mateix 1844, Jugan rep el premi Montyon, concedit per l'Académie française, per la seva tasca benèfica: aquest fet la farà coneguda i, sobretot, farà que la congregació aparegui als mitjans de comunicació, rebent a partir de llavors ajuts i donacions. Se'n van fundar noves cases el 1846, a La Piletière (Rennes) i Dinan, i d'altres arreu de França. Charles Dickens va visitar-ne una, la qual cosa contribuí a la seva fama. Amb els diners recollits va poder comprar l'antic monestir de La Tour Saint-Joseph, prop de Saint-Pern i que esdevingué la casa mare de la congregació.
Des de 1844 té conflictes amb l'abat Le Pailleur, director espiritual de la congregació, que l'aparta de càrrecs i funcions al si de l'institut. El 1852 també li prohibeix la relació amb els benefactors i donants, passant a ésser una germana més sens responsabilitat ni autoritat. Viu a Saint-Pern, relegada, i fins i tot les novícies pensen que el fundador de la congregació ha estat Le Pailleur. Instruint les novícies va passar els últims anys, fins que morí a Saint-Pern el 29 d'agost de 1879.
Fou enterrada a la capella de la casa de Saint-Pern.

## Veneració
Fou proclamada venerable, per l'heroicitat de les seves virtuts, el 13 de juliol del 1979 per Joan Pau II. El mateix papa la beatificà el 3 d'octubre de 1982 a Roma. Benet XVI la canonitzà l'11 d'octubre de 2009, assignant la festa litúrgica el dia 29 d'agost.